# John H. Malmberg

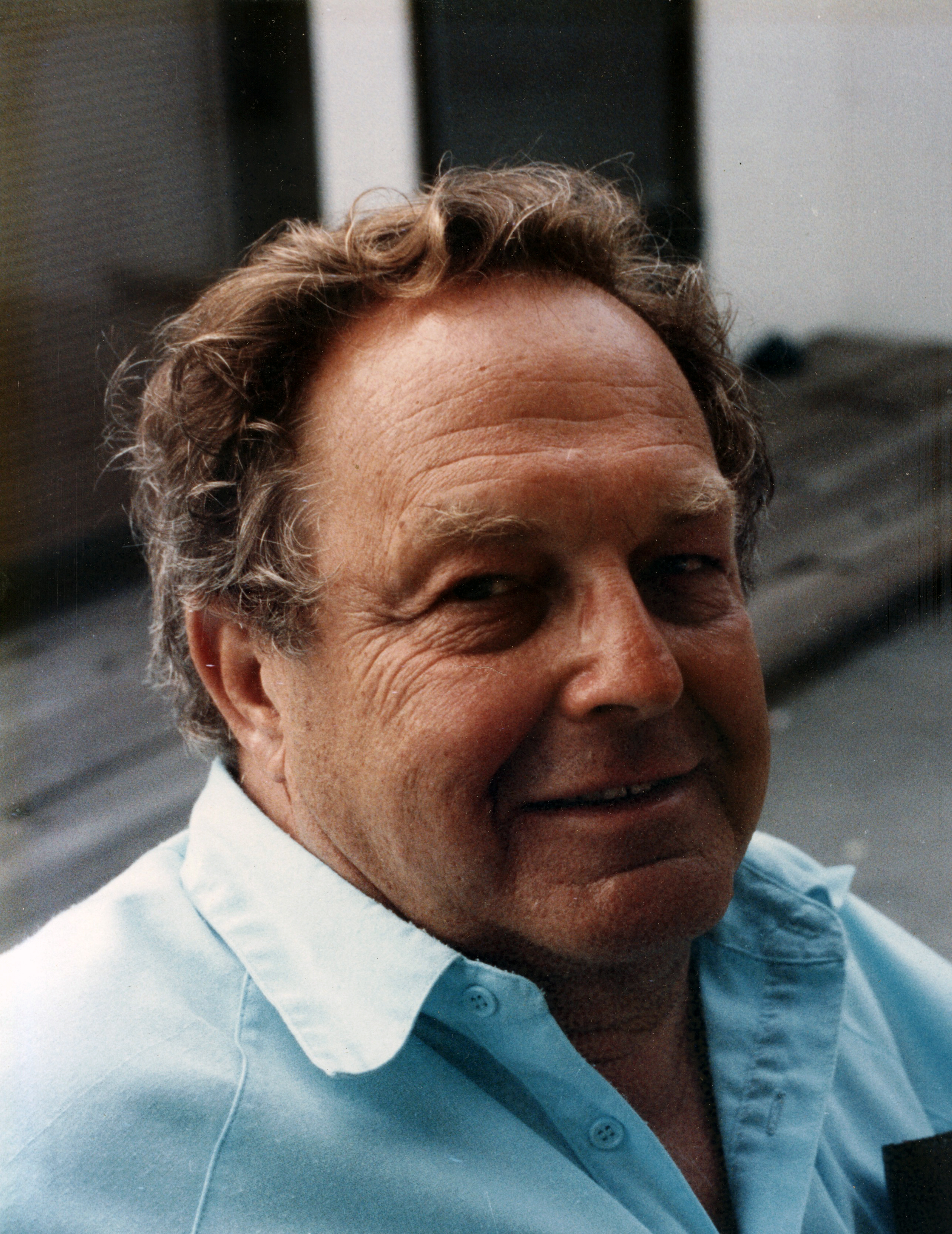
John H. Malmberg, 1985

John Holmes Malmberg (* 5. Juli 1927 in Gettysburg; Pennsylvania; † 1. November 1992 in Del Mar (Kalifornien)) war ein US-amerikanischer Physiker, der sich insbesondere mit theoretischer Plasmaphysik  befasste.
Malmberg studierte an der Illinois State University (Bachelor 1949) und der University of Illinois at Urbana-Champaign (Master 1951), wo er 1957 promoviert wurde. 1957 bis 1969 war er Wissenschaftler in Plasmaphysik bei General Atomics. 1967 bis zu seinem Tod war er Professor an der University of California, San Diego.
1985 erhielt er den James-Clerk-Maxwell-Preis für Plasmaphysik und 1991 mit anderen den John-M.-Dawson-Preis für Plasmaphysik der American Physical Society für seine Untersuchungen nicht-neutraler Plasmen (wie Gase aus Elektronen).
Seit 1993 verleiht die UCSD ihm zu Ehren jährlich den John-Holmes-Malmberg-Preis.